# Parasexualität
Parasexualität bezeichnet in der Genetik eine Fortpflanzung eines Lebewesens durch die Weitergabe von Erbinformation (DNA) ohne Sexualität im engeren Sinne, das heißt ohne Verschmelzung von Geschlechtszellen und ohne nachfolgende Meiose. Das Wort Parasexualität leitet sich ab von altgriechisch para „neben“, „abweichend von“ und Sexualität. Das Phänomen der Parasexualität wurde erstmals 1928 in Griffiths Experiment nachgewiesen.
Parasexualität kommt bei Prokaryoten wie Eu-Bakterien, Cyanobakterien und Archaeen sowie unter den Fungi imperfecti vor. Dabei werden Teile des Genoms – und damit der Erbinformationen – einer Spenderzelle (Donorzelle) auf eine Empfängerzelle (Rezeptorzelle) übertragen und dort im Verlauf von mitotischen Teilungen rekombiniert. Es handelt sich stets um einen unidirektionalen Transfer des Genmaterials.
Es sind unterschiedliche Wege bekannt, wie ein Stück einer Spender-DNA in eine Empfängerzelle gelangt:
- Transformation: Eine Empfängerzelle nimmt aus der Umgebung freie DNA-Fragmente über Zellwand und Zellmembran auf; anschließend kommt es zur Rekombination.
- Konjugation: Eine plasmidhaltige Spenderzelle überträgt ihr Plasmid über eine Plasmabrücke (Sexpilus) in eine Empfängerzelle.
- Transduktion: Eine Bakterienzelle nimmt die DNA eines Bakteriophagen auf; durch anschließende Rekombination entsteht eine rekombinante Bakterienzelle.